# 20 mars 2016
Le mardi 20 mars 2016 est le 80e jour de l'année 2016.

## Décès
Par ordre alphabétique.

## Événements
- Second tour de l'élection présidentielle au Bénin, Patrice Talon est élu
- Second tour de l'élection présidentielle au Niger ;
- Élection présidentielle en République du Congo.
- Élections législatives au Cap-Vert ;
- Référendum constitutionnel au Sénégal.